# Chhattisgarh
Chhattisgarh (Chhattisgarhi/Hindi: छत्तीसगढ़) és un estat de la Unió Índia, format l'1 de novembre del 2000 amb els 16 districtes del sud-est de Madhya Pradesh on es parla el chhatisgarhi, dialecte de l'hindi oriental. La superfície és de 135,194 km² i la població de 20.795.956 habitants (2001). El nom vol dir "Trenta-sis fortaleses". La capital és Raipur.

## Geografia

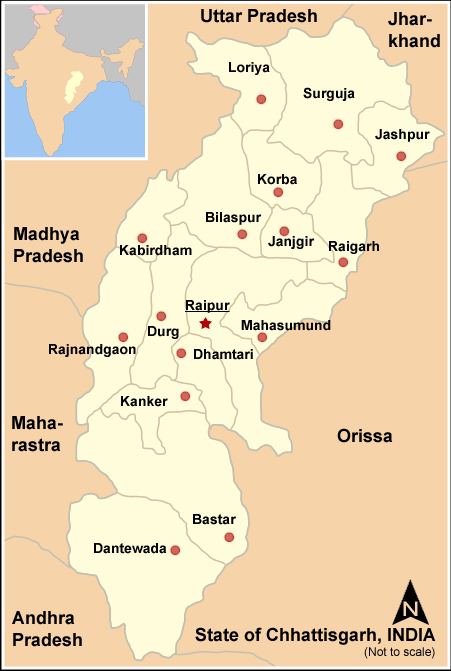
Chhatisgarh

La part nord i sus són planes i el centre muntanyós. La part nord forma part de la plana del Ganges i està regada pel riu Rihand, un afluent del riu sagrat. A l'est les muntanyes Satpura dividiexien aquesta plana de la conca del Mahanadi. Al centre la conca del Mahanadi i els seus afluents està separada de la conca de Narmada per les muntanyes Maikal, part de les muntanyes Satpura. La part sud està a l'altiplà del Dècan i regada pel riu Godavari i el seu afluent el Indravati.
En conjunt el riu principal és el Mahanadi i el segueixen el Hasdo (afluent del Mahanadi), Rihand, Indravati, Jonk i Arpa.

## Història
El seu antecedent fou la divisió de Chhattisgarh sota domini britànic, a les Províncies Centrals, amb capital a Raipur, que estava formada per:
- Districte de Raipur
  - Quatre estats agregats: Chhuikadan, Kanker, Khairagarh i Nandgaon
- Districte de Bilaspur
  - Dos estats agregats: Kawardha i Sakti
- Districte de Sambalpur
  - Set estats agregats: Kalahandi, Raigarh, Sarangarh, Patna, Sonpur, Rairakhol i Bamra.

La superfície total era de 102.981 km² i la població de 4.612.705 habitants el 1881.
El 1905 el districte de Sambalpur fou agregat a la província de Bengala, però com que el 1906 es va crear un nou districte (segregat de Raipur), va seguir formada per tres districtes: 
- Districte de Raipur
- Districte de Bilaspur
- Districte de Drug
  - Catorze principats agregats a diferents districtes.

La superfície total era de 102.981 km² i la població de 2.924.663 habitants el 1891 i 2.642.983 el 1901.